# Cerkiew Narodzenia Świętego Jana Chrzciciela w Słupsku
Cerkiew Narodzenia Świętego Jana Chrzciciela w Słupsku – cerkiew greckokatolicka w Słupsku. Jest to nowoczesna świątynia wybudowana w latach 2003–2004. Wewnątrz znajduje się współczesny ikonostas. Mieści się przy ulicy Stefana Jaracza 6a.
Parafia greckokatolicka w Słupsku istnieje od 1974 roku. Należy do eparchii wrocławsko-koszalińskiej.

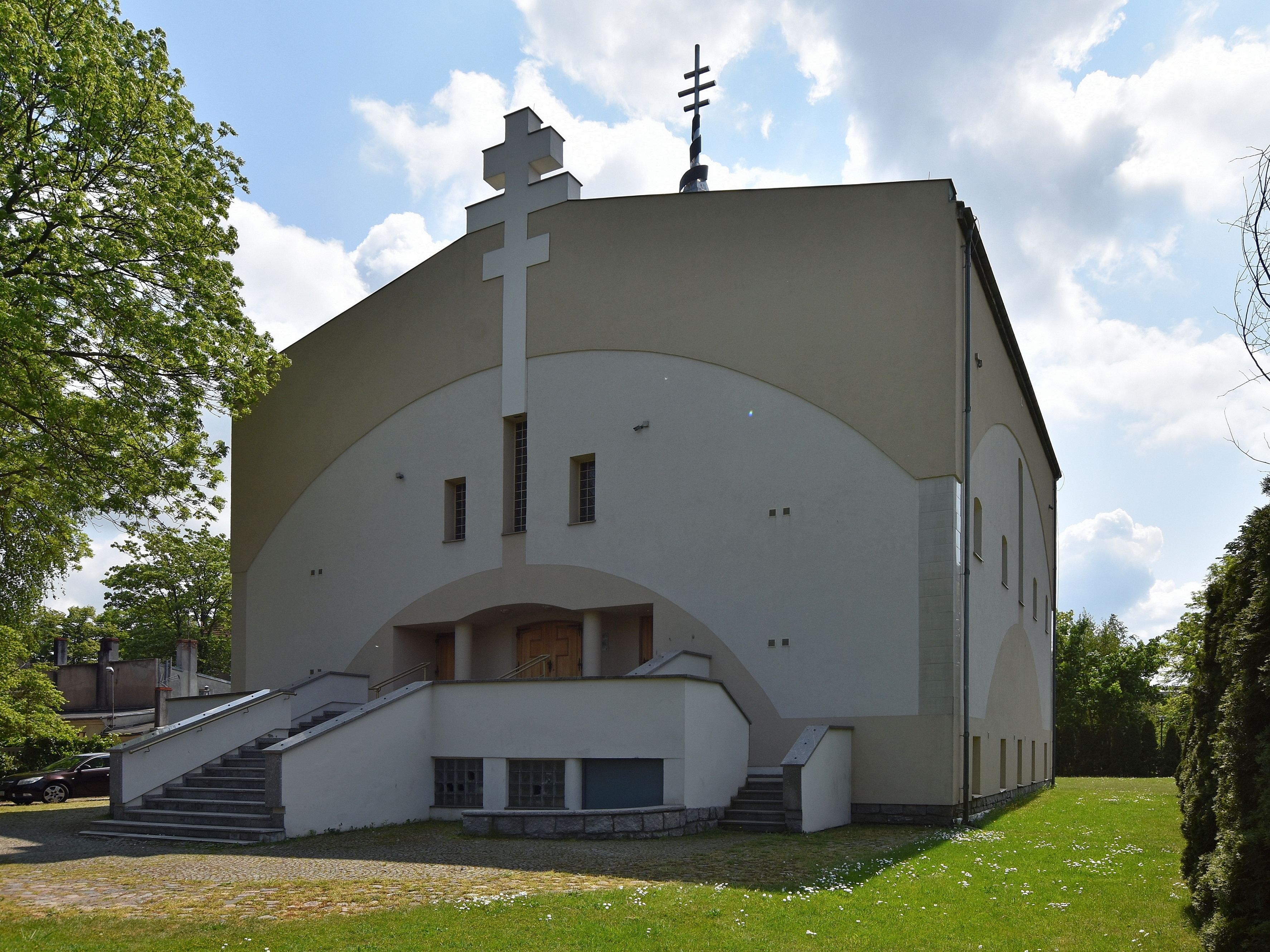
Elewacja frontowa
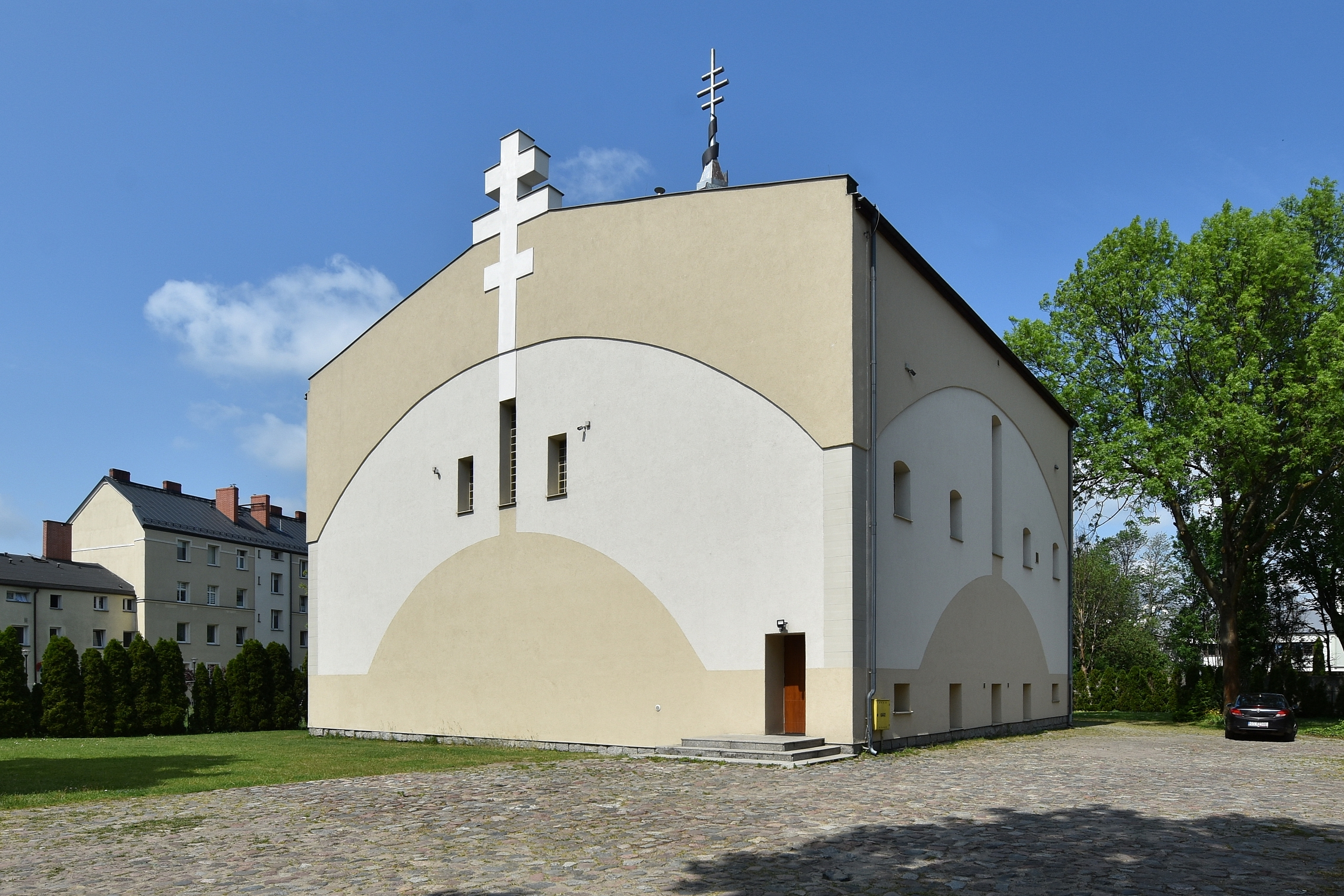
Widok od strony prezbiterium
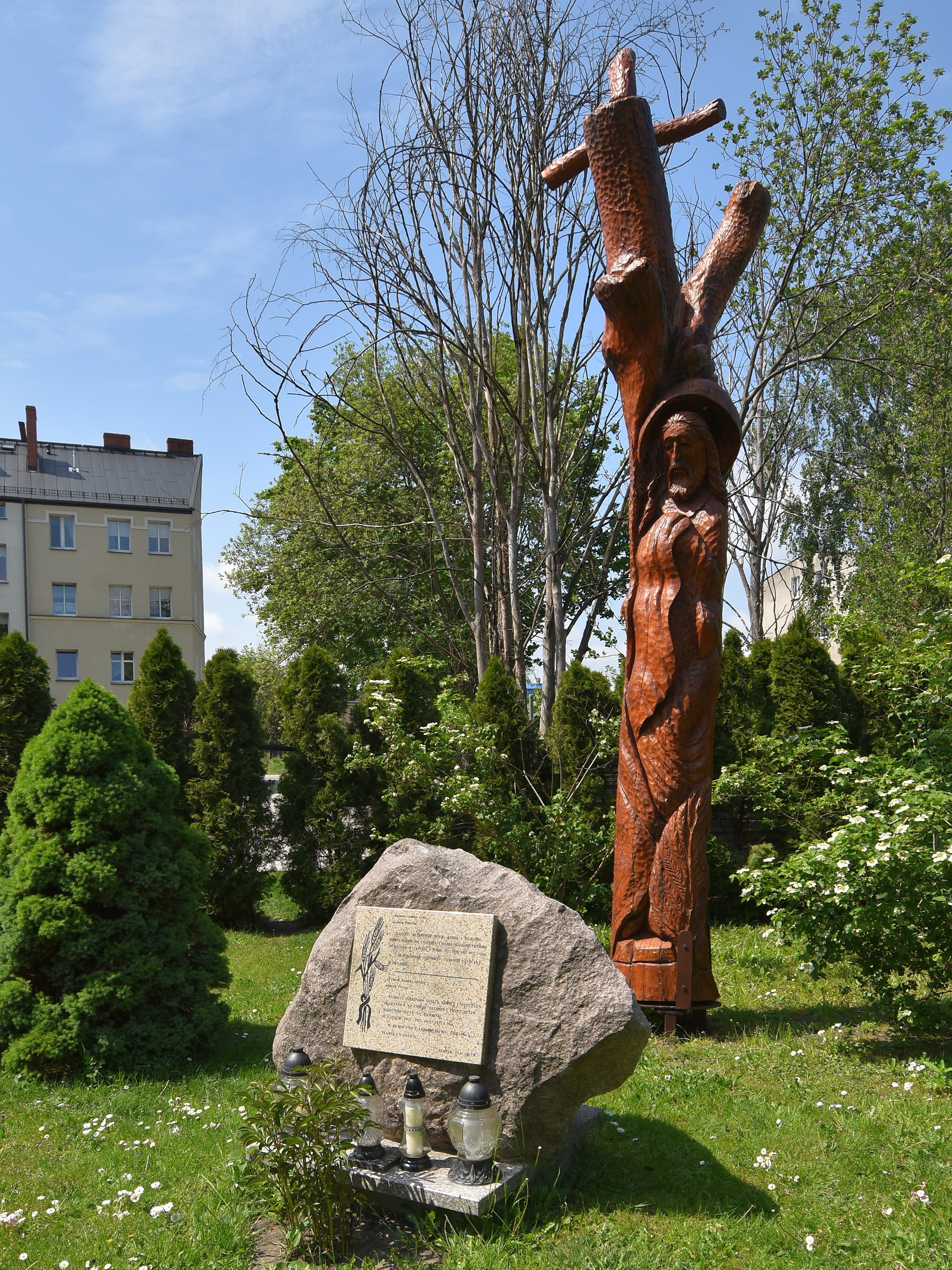
Otoczenie